# ATP Bologna
Das ATP-Turnier in Bologna (offiziell Bologna Open) war ein Herrentennisturnier, das von 1985 bis 1998 in Bologna, Italien im Freien auf Sandplatz ausgetragen wurde.

## Geschichte
Von 1985 bis 1989 fand das Turnier im Rahmen des Grand Prix Tennis Circuit statt. 1990 ging das Turnier in die ATP Tour auf, wo es zur Kategorie ATP World Series gehörte. Es fand bis zur Saison 1995 in der Woche vor den French Open statt, danach wurde es meist zwischen den French Open und Wimbledon angesetzt. In der Saison 1999 wurde die Veranstaltung durch das Turnier in Meran ersetzt.

## Siegerliste
Im Einzel konnte nur der Spanier Javier Sánchez das Turnier zweimal gewinnen und ist damit Rekordsieger, im Doppel gelang dies mehreren Spielern (darunter ebenfalls Sánchez). Rekordsieger mit drei Titeln ist aber der Australier Laurie Warder.

### Einzel
| Jahr | Sieger              | Finalisten          | Finalergebnis   |
| ---- | ------------------- | ------------------- | --------------- |
| 1998 | Julián Alonso       | Karim Alami         | 6:1, 6:4        |
| 1997 | Félix Mantilla      | Gustavo Kuerten     | 4:6, 6:2, 6:1   |
| 1996 | Alberto Berasategui | Carlos Costa        | 6:3, 6:4        |
| 1995 | Marcelo Ríos        | Marcelo Filippini   | 6:2, 6:4        |
| 1994 | Javier Sánchez (2)  | Alberto Berasategui | 7:63, 4:6, 6:3  |
| 1993 | Jordi Burillo       | Andrei Tscherkassow | 7:64, 6:77, 6:1 |
| 1992 | Jaime Oncins        | Renzo Furlan        | 6:2, 6:4        |
| 1991 | Paolo Canè          | Jan Gunnarsson      | 5:7, 6:3, 7:5   |
| 1990 | Richard Fromberg    | Marc Rosset         | 4:6, 6:4, 7:65  |
| 1989 | Javier Sánchez (1)  | Franco Davín        | 6:1, 6:0        |
| 1988 | Alberto Mancini     | Emilio Sánchez      | 7:5, 7:64       |
| 1987 | Kent Carlsson       | Emilio Sánchez      | 6:2, 6:1        |
| 1986 | Martín Jaite        | Paolo Canè          | 6:2, 4:6, 6:4   |
| 1985 | Thierry Tulasne     | Claudio Panatta     | 6:2, 6:0        |

### Doppel
| Jahr | Sieger                                | Finalisten                        | Finalergebnis |
| ---- | ------------------------------------- | --------------------------------- | ------------- |
| 1998 | Brandon Coupe Paul Rosner             | Giorgio Galimberti Massimo Valeri | 7:6, 6:3      |
| 1997 | Gustavo Kuerten Fernando Meligeni     | Dave Randall Jack Waite           | 6:2, 7:5      |
| 1996 | Brent Haygarth Christo van Rensburg   | Karim Alami Gábor Köves           | 6:1, 6:4      |
| 1995 | Byron Black Jonathan Stark            | Libor Pimek Vincent Spadea        | 7:5, 6:3      |
| 1994 | John Fitzgerald Patrick Rafter        | Vojtěch Flégl Andrew Florent      | 6:3, 6:3      |
| 1993 | Danie Visser Laurie Warder (3)        | Luke Jensen Murphy Jensen         | 4:6, 6:4, 6:4 |
| 1992 | Luke Jensen (2) Laurie Warder (2)     | Javier Frana Javier Sánchez       | 6:2, 6:3      |
| 1991 | Luke Jensen (1) Laurie Warder (1)     | Luiz Mattar Jaime Oncins          | 6:4, 7:6      |
| 1990 | Gustavo Luza Udo Riglewski            | Jérôme Potier Jim Pugh            | 7:6, 4:6, 6:1 |
| 1989 | Sergio Casal (2) Javier Sánchez (2)   | Tomas Nydahl Jörgen Windahl       | 6:2, 6:3      |
| 1988 | Emilio Sánchez (2) Javier Sánchez (1) | Rolf Hertzog Marc Walder          | 6:1, 7:6      |
| 1987 | Sergio Casal (1) Emilio Sánchez (1)   | Claudio Panatta Blaine Willenborg | 6:3, 6:2      |
| 1986 | Paolo Canè (2) Simone Colombo (2)     | Claudio Panatta Blaine Willenborg | 6:1, 6:2      |
| 1985 | Paolo Canè (1) Simone Colombo (1)     | Jordi Arrese Alberto Tous         | 7:5, 6:4      |